# XIV Corpo de Exército (Alemanha)
O XIV Corpo de Exército (em alemão: XIV Armeekorps) foi um Corpo de Exército da Alemanha durante a Segunda Guerra Mundial, formado em Magdeburg em 1 de Abril de 1938. Serviu na Polônia, Belgica, França, Balcãs e no setor sul da Frente Oriental.
Foi redesignado XIV Corpo Panzer em Junho de 1942.

## Comandante
General da Infantaria Gustav von Wietersheim   (1 de Setembro de 1939 - 21 de Junho de 1942)

## Área de Operações
- Polônia (Setembro de 1939 - Maio de 1940)[2]
- França   (Maio de 1940 - Abril de 1941)
- Balcãs   (Abril de 1941 - Junho de 1941)
- Frente Oriental, Setor Sul (Junho de 1941 - Junho de 1942)

## Serviço de Guerra
| Data          | Exército           | Grupo de Exército | Lugar                   |
| ------------- | ------------------ | ----------------- | ----------------------- |
| Setembro 1939 | 10º Exército       | Süd               | Radom, Warschau, Lublin |
| Dezembro 1939 | 16º Exército       | A                 | Hunsrück, Trier         |
| Janeiro 1940  | z. Vfg.            | OKH               | Wetzlar                 |
| Maio 1940     | 12º Exército       | A                 | Ardennen, Cambrai       |
| Junho 1940    | 4º Exército        | B                 | Somme, Loire            |
| Julho 1940    | 2º Exército        | C                 | Orleans                 |
| Outubro 1940  | 12º Exército       | B                 | Polônia                 |
| Janeiro 1941  | 12º Exército       | OKH               | Rumänien                |
| Abril 1941    | 1º Panzergruppe    | OKH               | Serbien                 |
| Maio 1941     | 2º Exército        | OKH               | Heimat                  |
| Junho 1941    | 1º Panzergruppe    | Süd               | Tarnopol, Kiew, Rostow  |
| Janeiro 1942  | 1º Exército Panzer | Süd               | Mius                    |
| Junho 1942    | z. Vfg.            | Süd               | Mius                    |

## Ordem de Batalha
1 de Setembro de 1939
- 13ª Divisão de Infantaria (mot)
- 29ª Divisão de Infantaria (mot)

8 de Junho de 1940
- 9ª Divisão Panzer
- 10ª Divisão Panzer
- 9ª Divisão de Infantaria
- 13ª Divisão de Infantaria (mot)
- Infanterie-Regiment "Großdeutschland"

3 de Setembro de 1941
- 16ª Divisão de Infantaria (mot)
- 25ª Divisão de Infantaria (mot)
- 9ª Divisão Panzer

2 de Janeiro de 1942
- 16ª Divisão Panzer
- 100. leichte Division
- SS-Division "Wiking"
- slowakische schnelle Division

5 de Janeiro de 1943
- 29ª Divisão de Infantaria
- 2ª Divisão de Infantaria
- 376ª Divisão de Infantaria
- 14ª Divisão Panzer
- Arko 129
- Artillerie-Regiments-Stab z.b.V. 627
- I. / Flak-Regiment 49
- Pionierführer 16
- Korps-Nachrichten-Abteilung 60
- Korps-Nachschubtruppen 414